# Jedidja
Jedidja (hebrejsky: ידידיה) je mužské rodné jméno hebrejského původu, které podle bible dal prorok Natan králi Šalamounovi 2S 12, 25 (Kral, ČEP) a které znamená Přítel Hospodinův. Používá se dodnes a i v současném Izraeli je populární. V anglickém přepisu Yedidya. Angličtina používá jméno i ve tvaru Jedediah.

## Nositelé jména
- Jedidja Be'eri, izraelský politik.
- Jedidja Ja'ari, izraelský generál
- Jedidiah Morse, americký geograf (1761–1826)

## Další užití
- Har Jedidja, hora v Izraeli.
- Kfar Jedidja, vesnice v Izraeli.
- Jedidja (Tel Aviv), čtvrť Tel Avivu v Izraeli.